# League of Evil
League of Evil è un videogioco a piattaforme pubblicato da Ravenous Games il 3 febbraio 2011 ed è seguito da League of Evil 2 e League of Evil 3.

## Trama
Gli scienziati malvagi di tutto il mondo hanno unito le forze per dar vita alla "League of Evil", il protagonista dovrà in tutti i modi cercare di fermarli riportando la pace.

## Accoglienza
Il videogioco su Metacritic ha raggiunto un punteggio pari all'86% basato su 17 recensioni.
AppSafari ha dichiarato: "Uno dei migliori platform che abbia mai giocato. Sì non è Super Mario Bros, ma è comunque eccellente, grafica molto ben fatta con animazioni davvero coinvolgenti, gameplay avvincente e temi davvero divertenti in stile Megaman".